# Цьонженське-Голендри
Цьонженське-Голендри (пол. Ciążeńskie Holendry) — село в Польщі, у гміні Льондек Слупецького повіту Великопольського воєводства.
У 1975-1998 роках село належало до Конінського воєводства.